# I Believe in a Thing Called Love
I Believe in a Thing Called Love é um single do grupo inglês The Darkness, do álbum de estreia da banda, intitulado Permission to Land.
Ela tornou-se conhecida no Brasil por ter sido tema da novela global Da Cor do Pecado, de 2004.

## Prêmios e Honrarias
- Em Março de 2005, a revista Q magazine ranqueou esta canção na 47a posição da lista "101 Greatest Guitar Tracks".
- Posição 493 da lista "500 Greatest Songs Since You Were Born" da revista Blender Magazine,
- Posição 276 da lista "500 Top Tracks of the 2000s" elaborada pelo site Pitchfork Media[1]
- 1o Lugar da lista "The Greatest Rock Songs Of The Noughties" da revista Classic Rock Magazine.
- Posição 94 da lista "Best hard rock song of all time" do canal VH1.[2]
- 1o Lugar do "US iTunes rock chart" e 67a posição na Billboard Hot Digital Songs chart.[3] It has sold 647,000 copies in the U.S. as of February 2012.[4]

## Desempenho nas Paradas Musicais
| Parada Musical (2003–04)    | Desempenho |
| --------------------------- | ---------- |
| Australian Singles Chart    | 40         |
| (ABPD)                      | 28         |
| Dutch Singles Chart         | 12         |
| German Singles Chart        | 47         |
| Irish Singles Chart         | 5          |
| New Zealand Singles Chart   | 10         |
| Norwegian Singles Chart     | 14         |
| Swedish Singles Chart       | 8          |
| UK Rock Chart               | 1          |
| UK Singles Chart            | 2          |
| Billboard Pop Songs         | 35         |
| Billboard Alternative Songs | 9          |